# 孫慧雪
孫慧雪（英語：Snow Suen Wai Suet，1982年7月11日—），香港女演員、模特兒及歌手，曾為無綫電視基本藝人合約藝員。

## 背景

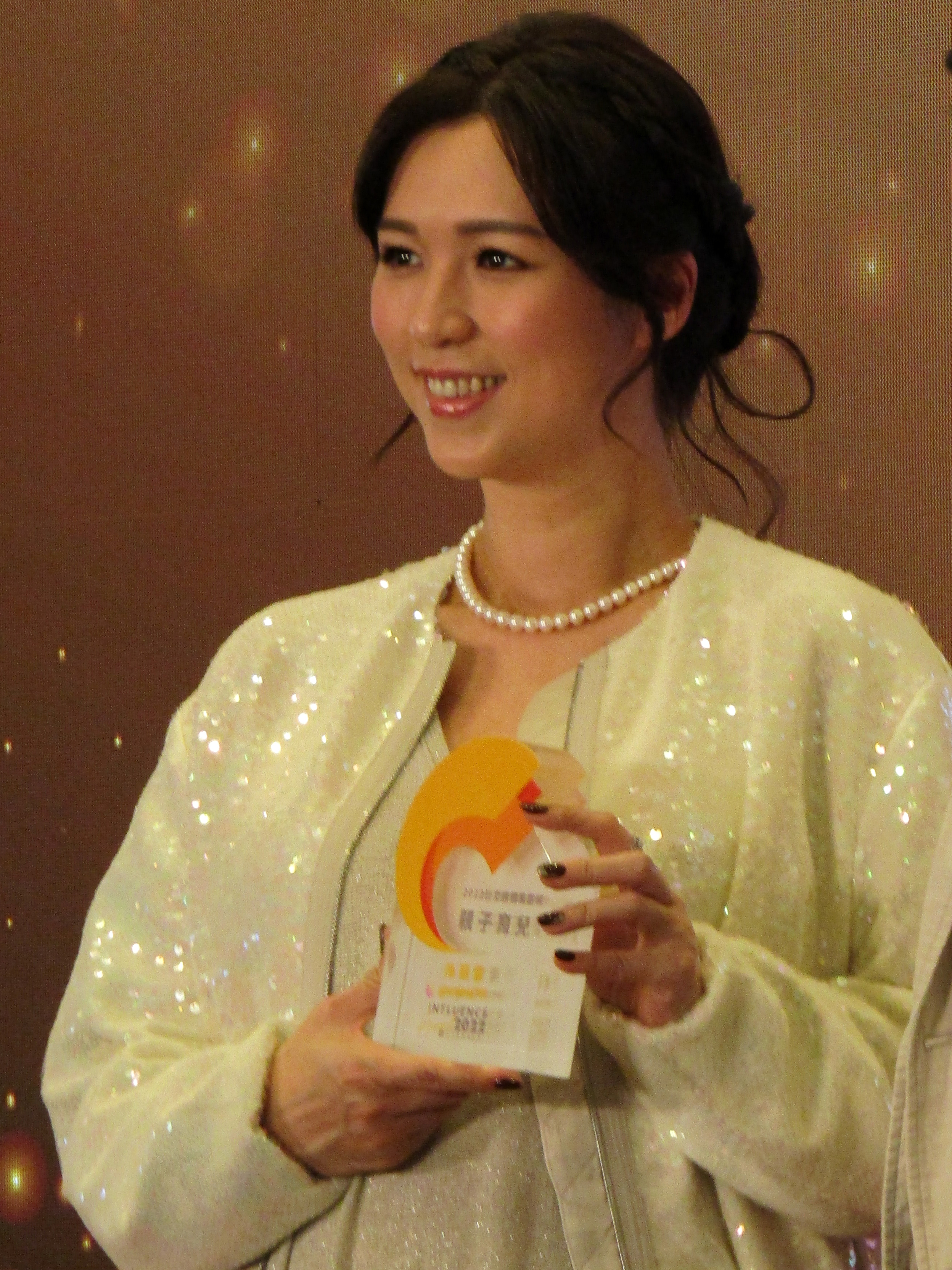
2023年2月28日，孫慧雪在尖沙咀海港城出席第二屆《香港社交媒體風雲榜》頒獎禮

### 早年生活及演藝發展
孫慧雪自小父母離異，由祖母獨力撫養成人，兩人曾居於丹拿山邨，16歲時母親因心臟病離世，後來香港房屋協會通知他們因屋邨即將清拆而被要求遷出，並於1993年搬入柴灣小西灣佳翠苑，大學時期搬回北角。她曾就讀北角循道學校、衛理中學及聖公會李福慶中學，其後畢業於香港城市大學，並取得語言資訊科學系（榮譽）文學士；大學時期曾兼職模特兒，之後，她投考無綫電視第20期藝員訓練班，甫畢業便擔任綜藝節目《美女廚房》助手「飯」，亦分別在該台節目《頂CUP世界盃晚晚有德FUN》「查數據雪攻略」環節內當過「世界妹」、《一擲千金》和《志雲飯局》節目裡擔任千金小姐及助手。她曾在2008年演出獎門人系列，並曾於翡翠衛星台擔任主持，現時多以拍攝劇集為主，其中出道至今以「小卿」（《師父·明白了》）、「單冬娜」（《衝上雲霄II》）、「祁琪」（《拆局專家》）、「楊言愛」（《純熟意外》）和「邊小豆」（《三個女人一個「因」》）等角色戲份較多。
2009年7月，孫慧雪於尖沙咀利時商場開設時裝店「Merry Go Round」，主要售賣女性服飾，2014年更開設首飾店，專門出售自家手製乾花手飾。她一直受不少香港網民喜愛，惟入行十年，其事業發展一直未能突破，多年來絕大部份演出的劇集都只擔當閒角，故要兼職 Youtuber和侍應等工作以維持生計。2015年8月9日，她憑微電影《雞蛋仔》內所飾演的「佩」，獲得二零一五年「愛自己，愛家人，愛香港，愛國家」主題微電影製作大賽「公開組最佳女主角」，而該微電影亦入圍《2016年金花獎國際電影節》。
2016年，孫慧雪首度在劇集《純熟意外》擔任重要角色，因表現出色而備受好評，除了成為無綫電視監製陳耀全的常用演員，更獲吳啟華於社群網站上公開讚賞；同年獲監製潘嘉德賞識，參演劇集《三個女人一個「因」》。另外為紀念入行10年，她於2016年7月10日發行首本寫真集《Once》（限量3,000本），銷情理想。2018年，她在時裝劇《三個女人一個「因」》裏飾演要角 —— 心理醫生「邊小豆（Dr. Bean）」；2019年2月14日發表首支單曲《小說故事》，正式加入樂壇，並在《2019年度勁歌金曲頒獎典禮》中獲得「年度最佳進步獎 銀獎」，為其入行以來首個音樂獎項。
2019年7月，孫慧雪再於書展中推出第一本寫真散文集《那個願沒有圓》，分享童年往事、生活感受與演藝經歷，同時又發售另一本由司徒夾帶主理的相集《私圖》（第一冊）。2021年，她除了繼續發展演藝事業，亦已正式轉型（自2013年起）為網絡界關鍵意見領袖（香港五甲之一）；2022年7月憑電影《愛·還記得》中「阿儀」一角獲得《第四屆亞洲影藝國際電影節》「最佳女演員獎」。
2023年10月，她於社交媒體上宣佈離開無綫電視，結束雙方18年的賓主關係。

### 患有先天及後天隱疾
孫慧雪於2019年4月在 Instagram 上載了一些印有「心臟及血管」字眼的藥丸照片，表示自己須長期服食藥物治療。至2021年2月，她接受傳媒訪問時再透露本身血壓和膽固醇數值偏低，心臟跳動異常，幾條重要血管閉塞了五成，經檢查後發現一直患有先天性血管收縮，不宜參與劇烈運動。另外，她於2019年7月推出的寫真散文集《那個願沒有圓》內，提及最初計劃生育時患上子宫腺肌病，需使用半年停經針和提早進入更年期，令8釐米腫瘤縮小到1釐米才成功懷孕。不過在2020年腫瘤已增大至5釐米，亦要依靠吃藥控制病情。

### 發展生意
孫慧雪於2021年10月中跟4位朋友合資逾百萬，在新蒲崗大有街開設食材店「COOK iDEA」。

## 個人生活
孫慧雪丈夫為木材、夾板批發商富二代羅天彥（Edwin Lo），兩人交往六年，期間一直分分合合，但終在2016年8月入紙申請註冊結婚，並於同年12月23日在愉景灣舉行婚禮。2017年2月14日，她在社交網站宣佈懷有三個月身孕，至7月28日順利誕下兒子 Riley。2021年4月18日，她於北角天主教聖猶達堂接受洗禮成為羅馬天主教徒。

## 演出作品

### 電視劇集
| 首播         | 劇名               | 角色                                                |
| 無綫電視     |                    |                                                     |
| 2006年       | 高朋滿座           | 瑤 瑤（第6、23、36、66、79、84、85、190集）         |
| 2006年       | 刑事情報科         | 徐慧欣秘書                                          |
| 2006年       | 肥田囍事           | 姊 妹（第8集）                                      |
| 2006年       | 賭場風雲           | 護老院護士（第30集，客串）                          |
| 2006年       | 鳳凰四重奏         | 妓 女（第6集）                                      |
| 2006年       | 鳳凰四重奏         | 模特兒（第21集）                                    |
| 2006年       | 鳳凰四重奏         | 老 師（第26集）                                     |
| 2007-2008年  | 同事三分親         | 名店店員（第33集）                                  |
| 2007-2008年  | 同事三分親         | 婚紗店店員（第37集）                                |
| 2007-2008年  | 同事三分親         | 記 者（第61 - 66 - 362集）                          |
| 2007-2008年  | 同事三分親         | 女 子（第137集）                                    |
| 2007-2008年  | 同事三分親         | 李可兒（第264集）                                   |
| 2007-2008年  | 同事三分親         | 六合彩女主播（第323集）                             |
| 2007-2008年  | 同事三分親         | 報導員（第357集）                                   |
| 2007年       | 師奶兵團           | 老 師                                               |
| 2007年       | 寫意人生           | 記 者（第20集）                                     |
| 2007年       | 溏心風暴           | 記 者（第8集）                                      |
| 2007年       | 歲月風雲           | 記 者                                               |
| 2007年       | 歲月風雲           | 婚紗店職員                                          |
| 2007年       | 廉政行動2007       | 舞小姐（第4集）                                     |
| 2007年       | 通天幹探           | 原欣欣（第24集）                                    |
| 2007年       | 奸人堅             | 第10屆香江小姐選舉7號佳麗（第21集）                 |
| 2007年       | 鐵咀銀牙           | 秋 棠                                               |
| 2007年       | 兩妻時代           | 女徵婚者（第1集）                                   |
| 2008年       | 野蠻奶奶大戰戈師奶 | 女朋友（第12集）                                    |
| 2008年       | 秀才愛上兵         | 梁小蝶（第5 - 7集）                                 |
| 2008年       | 和味濃情           | Gigi（第13集）                                      |
| 2008年       | 最美麗的第七天     | 朗之妹（第5集）                                     |
| 2008年       | 古靈精探           | Fanny（第19 - 25集）                                |
| 2008年       | 金石良緣           | 化妝小姐（第11集）                                  |
| 2008年       | 原來愛上賊         | 攤位職員（第2、3集）                                |
| 2008年       | 銀樓金粉           | 青                                                  |
| 2008年       | 師奶股神           | Jackie（第6集）                                     |
| 2008年       | 法證先鋒II         | 李美琪（Maggie）（第14 - 16集）                     |
| 2008年       | 甜言蜜語           | 女主角（第2集）                                     |
| 2008年       | 疑情別戀           | 女護士                                              |
| 2008年       | 當狗愛上貓         | 醫療中心護士（第9集）                               |
| 2008年       | 溏心風暴之家好月圓 | 殷 紅（青年）                                       |
| 2008年       | 尖子攻略           | 模特兒（第15集）                                    |
| 2008年       | 畢打自己人         | 「好玩吧」女顧客（第20集）                          |
| 2008年       | 畢打自己人         | 李小麗（Kawaii）（第150集）                         |
| 2008年       | 東山飄雨西關晴     | 護 士（第16集）                                     |
| 2008年       | 珠光寶氣           | 機場貴賓室侍應生（第47集）                          |
| 2009年       | 桌球天王           | 健身教練（第15集）                                  |
| 2009年       | 幕後大老爺         | 豆腐西施（第13集）                                  |
| 2009年       | 老婆大人II         | 法院書記                                            |
| 2009年       | ID精英             | 雲（第5集）                                         |
| 2009年       | 大冬瓜             | 亡 魂                                               |
| 2009年       | 王老虎搶親         | 閨 女（第3 - 4 - 8 - 20集）                         |
| 2009年       | 烈火雄心3          | 沙宛淇                                              |
| 2009年       | 古靈精探B          | Sanrio 售貨員（第3集）                              |
| 2009年       | 蔡鍔與小鳳仙       | 妓 女                                               |
| 2009年       | 富貴門             | Katy                                                |
| 2009年       | 宮心計             | 霜 兒（第30、31集）                                 |
| 2009年       | 美麗高解像         | 雪                                                  |
| 2010年       | 老友狗狗           | 拳 手（第19集）                                     |
| 2010年       | 老公萬歲           | 淇（第1集）                                         |
| 2010年       | 情人眼裏高一D      | 主 持（第6集）                                      |
| 2010年       | 秋香怒點唐伯虎     | 小 雪                                               |
| 2010年       | 女王辦公室         | 記 者（第14集）                                     |
| 2010年       | 飛女正傳           | 美容店職員（第8集）                                 |
| 2010年       | 掌上明珠           | 護 士（第2集）                                      |
| 2010年       | 談情說案           | 潘琪琪（Christy）                                   |
| 2010年       | 蒲松齡             | 蒲家畫坊應徵者（第2集）                             |
| 2010年       | 天天天晴           | 揭幕儀式公關（第22集）                              |
| 2010年       | 天天天晴           | Lucy（第62 - 75集）                                 |
| 2010年       | 女人最痛           | 模特兒（第1集）                                     |
| 2010年       | 公主嫁到           | 春 兒                                               |
| 2010年       | 翻叮一族           | 「美女掌故王」蕃茄（第1集）                         |
| 2010年       | 讀心神探           | Jenny（第5、6集）                                   |
| 2010年       | 巾幗梟雄之義海豪情 | 診所護士                                            |
| 2010年       | 巾幗梟雄之義海豪情 | 楊吳麗嬋（青年）                                    |
| 2010年       | 刑警               | 律師行接待員（第1 - 2 - 11集）                      |
| 2010年       | 刑警               | 女 子（第23集）                                     |
| 2010年       | 囧探查過界         | 珠寶店店員（第2集）                                 |
| 2010年       | 誘情轉駁           | 便利店店員（第11 - 13集）                           |
| 2011年       | 居家兵團           | 護 士（第6 - 10集）                                 |
| 2011年       | 依家有喜           | 女同性戀者（第33集）                                |
| 2011年       | 依家有喜           | Maisy（第42集）                                     |
| 2011年       | 依家有喜           | 「爆」周刊記者（第68集）                            |
| 2011年       | 仁心解碼           | Apple（第3集）                                      |
| 2011年       | 隔離七日情         | 繆素琴（少女）                                      |
| 2011年       | 魚躍在花見         | 空 姐（第1集）                                      |
| 2011年       | 誰家灶頭無煙火     | Sam（第2集）                                        |
| 2011年       | 誰家灶頭無煙火     | 牙科診所護士（第32集）                              |
| 2011年       | 誰家灶頭無煙火     | Wing（第106集）                                     |
| 2011年       | 誰家灶頭無煙火     | 醫院護士（第152、153集）                            |
| 2011年       | Only You 只有您    | 香家女傭（第20、21集）                              |
| 2011年       | 花花世界花家姐     | 店 員（第14集）                                     |
| 2011年       | 潛行狙擊           | 胡 太（第17 - 22集）                                |
| 2011年       | 九江十二坊         | 小 翠（第4集）                                      |
| 2011年       | 不速之約           | 修甲店店員（第4 - 6集）                             |
| 2011年       | 結·分@謊情式       | 獸醫診所護士（第4集）                               |
| 2011年       | 結·分@謊情式       | 時裝店店員 Dora（第33集）                           |
| 2011年       | 結·分@謊情式       | 女朋友（第49集）                                    |
| 2011年       | 結·分@謊情式       | 阿 雪（第82 - 114集）                               |
| 2011年       | 萬凰之王           | 赫舍里‧倩心                                         |
| 2011年       | 天與地             | 伴 娘（第19集）                                     |
| 2012-2014年  | 愛·回家            | Apple（第22集）                                     |
| 2012-2014年  | 愛·回家            | Bonnie（第109集）                                   |
| 2012-2014年  | 愛·回家            | 白 雪（第171、172集）                               |
| 2012-2014年  | 愛·回家            | Coffee（第254集）                                   |
| 2012-2014年  | 愛·回家            | 化妝師（第264集）                                   |
| 2012-2014年  | 愛·回家            | Sharon（第311集）                                   |
| 2012-2014年  | 愛·回家            | Yam（第527集）                                      |
| 2012年       | 換樂無窮           | Bassman（第15集）                                   |
| 2012年       | 缺宅男女           | 卓三太（第5 - 10 - 20集）                           |
| 2012年       | 4 In Love          | 美女煙民（第1集）                                   |
| 2012年       | 4 In Love          | 酒 客（第4、5集）                                   |
| 2012年       | On Call 36小時     | 陸秀玲（碌拎）                                      |
| 2012年       | 東西宮略           | 翠 竹                                               |
| 2012年       | 當旺爸爸           | 陳姑娘（第15集）                                    |
| 2012年       | 拳王               | 補習老師（第6集）                                   |
| 2012年       | 耀舞長安           | 舞優應徵者（第3集）                                 |
| 2012年       | 心戰               | 酒 客                                               |
| 2012年       | 衝呀！瘦薪兵團     | 區美雪（Joan）                                      |
| 2012年       | 回到三國           | 謙夫人（第8集）                                     |
| 2012年       | 飛虎               | PC 吧侍應                                           |
| 2012年       | 護花危情           | 柴靖姿                                              |
| 2012年       | 怒火街頭2          | 「希望臍帶血庫」職員（第8集）                       |
| 2012年       | 巴不得媽媽...      | 鄺生素                                              |
| 2012年       | 雷霆掃毒           | June（第10集）                                      |
| 2012年       | 雷霆掃毒           | 節目主持（第19集）                                  |
| 2012年       | 名媛望族           | 名 妓                                               |
| 2012年       | 大太監             | 小 玲                                               |
| 2013年       | 幸福摩天輪         | 唐碧曌（青年）（第19集）                            |
| 2013年       | 老表, 你好嘢!      | 伍子清（第3集）                                     |
| 2013年       | 戀愛季節           | 中學生（第6 - 10集）                                |
| 2013年       | 戀愛季節           | 護 士（第11 - 15集）                                |
| 2013年       | 女警愛作戰         | 嫩 女（第1集）                                      |
| 2013年       | 神探高倫布         | 小 紅（第1集）                                      |
| 2013年       | 神探高倫布         | 舞 女（第7集）                                      |
| 2013年       | 仁心解碼II         | 瑜珈職員（第21 - 23集）                             |
| 2013年       | 金枝慾孽（貳）     | 曦 嬪                                               |
| 2013年       | 情越海岸線         | 葉詠珊（青年）（第7、8、13集）                      |
| 2013年       | 師父·明白了        | 小 卿                                               |
| 2013年       | 衝上雲霄II         | 單冬娜（Dona）                                      |
| 2013年       | 好心作怪           | 職 員（第29集）                                     |
| 2013年       | 情逆三世緣         | 刑事偵緝處探員                                      |
| 2013年       | 情逆三世緣         | 重案組探員（第1集）                                 |
| 2013年       | 神鎗狙擊           | 主 播（第25集）                                     |
| 2013年       | On Call 36小時II   | 陸秀玲（碌拎）（第1、3 - 9、16 - 19、27、29、30集） |
| 2013年       | 法外風雲           | Mimi（第16、17 - 20集）                             |
| 2013年       | My盛Lady           | 美 女（第12集）                                     |
| 2014年       | 新抱喜相逢         | 藝 人（第1集）                                      |
| 2014年       | 單戀雙城           | 尼斯酒店職員 Betty（第6 - 9集）                     |
| 2014年       | 叛逃               | Edmond 朋友（第8、9集）                             |
| 2014年       | 愛我請留言         | Alexis                                              |
| 2014年       | 點金勝手           | 羅愛娜（Ella）                                      |
| 2014年       | 寒山潛龍           | 潘金婵（第10集）                                    |
| 2014年       | 醋娘子             | 枇 杷                                               |
| 2015年       | 四個女仔三個BAR    | 淇 淇（第2、4、5、9集）                             |
| 2015年       | 倩女喜相逢         | 小 環                                               |
| 2015年       | 水髮胭脂           | 連秀芳（青年）（第15、18集）                        |
| 2015年       | 以和為貴           | 胡銘基妻子（第8 - 10集）                            |
| 2015年       | 拆局專家           | 祈 琪                                               |
| 2015年       | 陪著你走           | 勞慧萍（Emma）                                      |
| 2015年       | 無雙譜             | 宮 女                                               |
| 2015年       | 東坡家事           | 小 巧                                               |
| 2015年       | 刀下留人           | 呂青青（第18集）                                    |
| 2016年       | 愛情食物鏈         | Jessica                                             |
| 2016年       | 殭                 | 藍黃紫紅（青年）（第8集）                           |
| 2016年       | 愛·回家之八時入席  | Gigi（第18、66、74集）                              |
| 2016年       | 潮流教主           | 記 者（第13集）                                     |
| 2016年       | 純熟意外           | 楊言愛（I.I）                                       |
| 2016年       | 超能老豆           | 馮月娜（Bella）                                     |
| 2016年       | 巨輪II             | 女友人（第11集）                                    |
| 2016年       | 幕後玩家           | 張晨秋                                              |
| 2016年       | 流氓皇帝           | 小 環                                               |
| 2016年       | 巾幗梟雄之諜血長天 | 女侍應（第24集）                                    |
| 2017年       | 不懂撒嬌的女人     | 金美恩                                              |
| 2017年       | 性在有情           | 呂 晨（Elaine）                                     |
| 2018年       | 三個女人一個「因」 | 邊小豆（Dr. Bean）                                  |
| 2018年       | 救妻同學會         | 小 慧（第5、6集）                                   |
| 2020年       | 大醬園             | 曹大小姐（第18集）                                  |
| 2020年       | 機場特警           | 陳美茵                                              |
| 2020年       | 殺手               | 羅嘉欣（Yumi）                                      |
| 2020年       | 踩過界II           | Maya（第10 - 12集）                                 |
| 2021至2023年 | 愛·回家之開心速遞  | 朱 茜（Rachel）                                     |
| 2021年       | 愛美麗狂想曲       | 韓 太                                               |
| 2021年       | 欺詐劇團           | 阿 娟（第1集）                                      |
| 2021年       | 拳王               | 蘇悅悅（第18集）                                    |
| 2021年       | 愛上我的衰神       | 樂仔母親（第3集）                                   |
| 2022年       | 美麗戰場           | 琳 琳                                               |
| 2022年       | 下流上車族         | 老闆娘（第7－9集）                                  |
| 2022年       | 法證先鋒V          | 王美寶（Mayble）                                    |
| 2023年       | 有種好男人         | 林芷君（第6集）                                     |
| 2023年       | 新四十二章         | 便利店女店員（第17集）                              |
| 2023年       | 寵愛Pet Pet        | 馬令姍（第8集）                                     |
| See See TVB  |                    |                                                     |
| 2019年       | 我們與合格的距離   | 女教師                                              |

### 電視節目
| 首播        | 節目名                         | 備註 |
| 無綫電視    |                                | |
| 2006年      | 一擲千金                       | 千金小姐 |
| 2006年      | 志雲飯局                       | 助手、無綫收費電視 |
| 2006年      | 美女廚房                       | 扮演「飯」、第一輯 |
| 2006年      | 頂CUP世界盃晚晚有德FUN         | 扮演世界妹 |
| 2008年      | Canon特約：觸得到的回憶        | 與謝兆韵、鄭伊健、唐寧等演出 |
| 2008年      | 亮相（第二輯）                 | 獎品小姐 ／ 助手 |
| 2008年      | 積極樂觀展人生                 | 短劇中飾演情侶 ／ 同事 |
| 2008年      | 奥海城全城狂歡邁向2008         | 表演嘉賓 |
| 2009年      | 志雲飯局三載情                 | 助手 |
| 2010年      | 保良局開心跨越131              | 表演嘉賓 |
| 2010年      | 飲食天王頒獎典禮2010           | 表演嘉賓、遊戲助手 |
| 2010年      | SINOMAX有覺好瞓                | 飾演示範者 |
| 2010年      | 康業信貸快遞：靈活樓按周轉易   | 飾演秘書 June |
| 2012年      | 康業信貸快遞：樓按周轉Guide    | 飾演義工 |
| 2012年      | 渣打馬拉松呈獻：我的馬拉松信念 | 主持、J2台 |
| 2013年      | TVB周刊精明生活派廣告雜誌      | 主持 |
| 2014年      | 康業信貸快遞：樓按周轉好合拍   | 飾演 Mandy |
| 2016年      | 萬千星輝賀台慶                 | 演出嘉賓 |
| 2016年      | 2017 TVB節目巡禮星光晚宴       | 演出嘉賓 |
| 2019-2020年 | 搵食飯團                       | 主持（2019年6月至2020年1月） |
| 2020-2021年 | 姊妹淘                         | 主持（第三輯 第126 - 406集 ，與莊思敏、吳若希、王子涵、張寶兒、陳詩欣、蔡嘉欣、曾淑雅、傅嘉莉、李君妍、謝芷倫、阮嘉敏及吳紫韻主持） |
| 2020年      | 萬眾同心公益金2020             | 演出嘉賓 |
| 2020年      | X偏方 全民拆解II               | 主持 |
| 2020年      | 熱賣開催+big big動漫節         | 演出 |
| HOY TV      |                                | |
| 2024年      | 坐月攻略                       | 主持 |
| 2024年      | 退休旅居新模式                 | 主持 |
| ViuTV       |                                | |
| 2024年      | 美麗40路                       | 主持 (與黃心美、劉明軒及陳俞希主持)                                                                                                 |

### 電影
| 首映   | 電影名         | 角色               |
| 2008年 | 絕代雙嬌       | 金銀珠朋友（伴娘） |
| 2008年 | 保持通話       | 護 士              |
| 2009年 | 短暫的生命     | 李律師女兒         |
| 2009年 | 矮仔多情       | 記 者              |
| 2010年 | 72家租客       | 波鞋店店員         |
| 2011年 | 勁抽福祿壽     | 名 模              |
| 2014年 | 愛尋迷         | 毛老師             |
| 2015年 | 我們停戰吧     | 文 平              |
| 2016年 | 失戀日         | 家 欣              |
| 2017年 | 我要發達       | 波多野雪雪         |
| 2018年 | 我的情敵女婿   | 阿 蓮              |
| 2020年 | 我的筍盤男友   | 仙 姐              |
| 2020年 | 阿索的故事     | Amy                |
| 2022年 | 愛·還記得      | 阿 儀              |
| 2022年 | 致命24小時     |                    |
| 2024年 | 不是你不愛你   | 餐廳經理           |
| 2025年 | 麻雀女王追男仔 | 阿 雪              |
| 未上映 | 最囧麻花       |                    |

### 微電影
| 首映   | 電影名             | 角色         |
| 2009年 | 緣來自有K          | Elaine Chan  |
| 2009年 | 時間錯亂 流砂      | 狙擊殺手流砂 |
| 2013年 | 她與她的故事       | 陳家欣       |
| 2013年 | 手機系微電影《雪》 | 雪           |
| 2015年 | 致親               | Emily        |
| 2015年 | 雞蛋仔             | 佩           |
| 2015年 | 我（不）是玫瑰     | Rose         |
| 2016年 | 有一種戀人叫...... | Hana         |
| 2018年 | 我不會讓你一個人走 |              |

### 舞台劇
| 首演                     | 劇名               | 角色         |
| 英皇娛樂                 |                    |              |
| 2009年1月1 - 25日        | 我愛萬人迷         |              |
| 糊塗戲班                 |                    |              |
| 2009年4月23 - 26日       | 火星人             | Crescent     |
| 騎士創作                 |                    |              |
| 2010年1月1 - 3日         | 江戶無双           |              |
| 2010年5月20 - 22日       | 加班吧！絕地任務！ |              |
| Green Splash Productions |                    |              |
| 2011年6月17 - 19日       | 火星人2011         | Crescent     |
| KEY_Theatre 另類體驗劇場 |                    |              |
| 2013年11月22 - 24日      | 翠（小王子）       |              |
| 2014年3月30日            | 翠（III）          | （影像演出） |

### 音樂錄像
| 年份   | 歌名       | 歌手   |
| 2006年 | 耳筒       | 吳彤   |
| 2006年 | 鼎鼎大名   | Shine  |
| 2006年 | 日日是好日 | 鍾鎮濤 |
| 2007年 | Here I Go  | 孫耀威 |
| 2007年 | 刻骨銘記   | 章霈迎 |
| 2008年 | 聽見       | 朱韻詩 |
| 2008年 | Taxi       | 陳偉霆 |
| 2008年 | 個體戶     | 扈佳榮 |
| 2008年 | 三十日     | 側田   |
| 2009年 | 不平安夜   | 小肥   |
| 2009年 | 靈光       | 藍奕邦 |

### 其他
| 年份   | 內容                      | 備註                               |
| 2016年 | 男人一生都在找的 – 孫慧雪 | 男人幫專訪                         |
| 2016年 | 黑色 SAS                  | 改編循道中學學生原創歌曲《R.H.S.》 |

## 音樂作品

### 單曲
| 發佈日期 | 曲目           | 作曲                     | 填詞   | 編曲       | 監製   | 備註                                     |
| 2019年   |                |                          |        |            |        |                                          |
| 2月14日  | 小說故事       | 葉肇中                   | 孤泣   | 葉肇中     | 葉肇中 |                                          |
| 8月24日  | 幸福的錯覺     | Robynn Yip／鍾婉芸／佳旺 | 王樂儀 | 謝國維     | 謝國維 |                                          |
| 11月8日  | 抱緊           | 葉肇中                   | 葉肇中 | 葉肇中     | 葉肇中 |                                          |
| 2020年   |                |                          |        |            |        |                                          |
| 1月31日  | 抱緊（劇場版） | 葉肇中                   | 葉肇中 | 葉肇中     | 葉肇中 | 梁德輝獨白                               |
| 2月17日  | 龍武之約       | 葉肇中                   | 宋沛言 | 葉肇中     | 葉肇中 | 《龍武MOBLIE》主題曲                     |
| 2月17日  | 龍之戀（國）   | 葉肇中                   | 宋沛言 | 葉肇中     | 葉肇中 | 《龍武MOBLIE》主題曲 《龍武之約》國語版  |
| 2022年   |                |                          |        |            |        |                                          |
| 4月22日  | 還記得愛       | 袁立賢 JAY               | 賀峰   | Logout Fan |        | 與陳國峰合唱 電影《愛·還記得》國語主題曲 |

### 網上演唱歌曲[9][10]
| 年份       | 歌名                                               | 原唱者 |
| 翻唱、合唱 |                                                    |        |
| 2013年     | 兄妹 / 歲月如歌（Studio Acoustic Cover）           | 陳奕迅 |
| 2013年     | 兄妹 / 歲月如歌（Studio Acoustic Cover - Reprise） | 陳奕迅 |
| 2013年     | 情人甲（Cover）（與陳卓宏合唱）                    | 許志安 |
| 2015年     | 那個男人（Studio Acoustic Cover）（與周子揚合唱）  | 楊宗緯 |
| 2016年     | 童話（Duet Cover）（與劉智衛合唱）                 | 光良   |
| 2016年     | 喜歡你（Duet Cover）（與劉智衛合唱）               | 黃家駒 |

### 其他歌曲
| 年份   | 歌名           | 備註                                                   |
| 2006年 | 粥粉麵飯糖水餐 | 與謝珊珊、黃卓慧、謝兆韵、陳文靜合唱《美女廚房》主題曲 |
| 2017年 | 雪裡紅         | 與 Jayford Wong 合唱愛情小說《大內侍衞》主題曲         |

## 派台歌曲成績
| 派台歌曲成績 | 派台歌曲成績   | 派台歌曲成績 | 派台歌曲成績 | 派台歌曲成績 | 派台歌曲成績 | 派台歌曲成績                    |
| ------------ | -------------- | ------------ | ------------ | ------------ | ------------ | ------------------------------- |
| 唱片         | 歌曲           | 903          | RTHK         | 997          | TVB          | 備註                            |
| 2019年       |                |              |              |              |              |                                 |
|              | 小說故事       | 19           | -            | -            | -            | 首支派台歌曲                    |
|              | 幸福的錯覺     | -            | 18           | 18           | -            |                                 |
|              | 抱緊           | -            | -            | -            | -            | 加拿大至 HIT 中文歌曲排行榜：11 |
| 2020年       |                |              |              |              |              |                                 |
|              | 抱緊（劇場版） | -            | -            | -            | -            | 讀白：梁德輝                    |

| 各台冠軍歌總數 | 各台冠軍歌總數 | 各台冠軍歌總數 | 各台冠軍歌總數 | 各台冠軍歌總數    | 各台冠軍歌總數 |
| -------------- | -------------- | -------------- | -------------- | ----------------- | -------------- |
| 903            | RTHK           | 997            | TVB            | 備註              |                |
| 0              | 0              | 0              | 0              | 四台冠軍歌總數：0 |                |

- （*）代表上榜中
- （×）代表沒有派往該台

## 書籍

### 寫真集、圖像文集
| 日期          | 書名           | 國際標準書號         |
| 2016年7月10日 | Once           | ISBN 978-988168079-2 |
| 孤出版        |                |                      |
| 2019年7月17日 | 那個願沒有圓   | ISBN 978-988794478-2 |
| Szeto Project |                |                      |
| 2019年7月17日 | 私圖（第一冊） |                      |

## 曾獲獎項與提名
| 年份   | 獎項 | 結果 |
| 2007年 | 第四屆仁濟慈善網球賽「名人慈善盃亞軍」                                                                         | 獲獎 |
| 2015年 | 二零一五年「愛自己，愛家人，愛香港，愛國家」主題微電影製作大賽「公開組最佳女主角」（「佩」— 微電影《雞蛋仔》） | 獲獎 |
| 2018年 | 2018香港電視大獎「女配角獎（劇集）」（「邊小豆」— 劇集《三個女人一個「因」》）                                 | 提名 |
| 2019年 | 2019勁歌金曲優秀選第二回 — 候選金曲《幸福的錯覺》                                                              | 提名 |
| 2019年 | 2019年度勁歌金曲頒獎典禮 — 年度最佳進步獎 銀獎                                                                 | 獲獎 |
| 2022年 | 第四屆亞洲影藝國際電影節「最佳女演員獎」（「阿儀」— 電影《愛‧還記得》）                                        | 獲獎 |
| 2022年 | 萬千星輝頒獎典禮2022「最佳女配角」（琳琳 — 劇集《美麗戰場》）                                                  | 提名 |
| 2022年 | 萬千星輝頒獎典禮2022「最受歡迎電視女角色」（琳琳 — 劇集《美麗戰場》）                                          | 提名 |

## 外部連結
- 孫慧雪的新浪微博
- Snow Suen的Facebook專頁
- 孫慧雪的Instagram帳戶
- YouTube上的孫慧雪頻道
- 孫慧雪在香港影庫上的簡介
- 孫慧雪 歌曲  Vidbb.com - music search engine （页面存档备份，存于）
- COOK iDEA MART - COOK iDEA 官網 （页面存档备份，存于）